# Biblioteka Narodowa Wenezueli
Biblioteka Narodowa Wenezueli (hiszp. Biblioteca Nacional de Venezuela) – biblioteka narodowa Wenezueli. Za datę jej powstania jest uznawany 13 lipca 1833 roku, gdy prezydent José Antonio Páez wydał dekret o jej utworzeniu.

## Historia
Juan Germán Roscio w 1810 roku proponował utworzenie biblioteki publicznej w Caracas.
4 czerwca 1814 roku Simón Bolívar nakazał utworzenie biblioteki publicznej w Caracas. Do zbiorów miano włączyć książki zdeponowane w urzędach, dzieła należące do wygnańców, książki znajdujące się na indeksie ksiąg zakazanych oraz prywatne dary. Odpowiedzialnym za utworzenie biblioteki był Carlos Arévalo. Nie ukończył on tego zadania z powodu ataku wojsk rojalistycznych. Zgromadzone zbiory stały się podstawą do utworzenia biblioteki narodowej. José Antonio Páez powołał ją dekretem z 13 lipca 1833 roku. Pomimo wydania dekretu do 1840 roku biblioteka nie powstała. Wówczas grupa młodych pisarzy i intelektualistów utworzyła stowarzyszenie „El Liceo Venezolano”. Udostępniło ono księgozbiór, który powstał dzięki darowiznom. W 1844 roku stowarzyszenie zostało rozwiązane, bibliotekę zamknięto, a zbiory liczące około 2 tysięcy woluminów przejął rząd.
W styczniu 1850 roku rząd José Tadeo Monagasa uchylił dekret z 1833 roku i ogłosił nowy o utworzeniu Biblioteki Narodowej. Podlegała ona władzom Centralnego Uniwersytetu i Dyrekcji ds. Nauczania Publicznego (Dirección de Instrucción Pública) i miała siedzibę w budynku klasztoru franciszkanów, gdzie mieścił się również Uniwersytet. Do 1892 roku biblioteka funkcjonowała w ramach Centralnego Uniwersytetu w budynku noszącym obecnie nazwę Palacio de las Academias.

## Zbiory
W budynku o powierzchni 80 tysięcy metrów kwadratowych mieszczą się blisko trzy miliony woluminów książek. Ponadto w zbiorach znajdują się też czasopisma, dokumenty i zbiory audiowizualne. Biblioteka posiada pięć inkunabułów, a najstarszy wolumin pochodzi z 1471 roku.

## Budynek
W latach 1892–1910 biblioteka mieściła się w budynku na północ od Plaza Bolívar. W 1910 roku ogłoszono konkurs na nową siedzibę biblioteki. Projekt przygotował Alejandro Chataing.
Ponieważ zbiory wciąż się rozrastały, w latach 70. XX wieku uznano, że jest konieczna budowa nowego budynku. Zaprojektował go Tomás Sanabria. Budowę rozpoczęto w 1981 roku, a otwarcie miało miejsce w 1989 roku. Budynek jest częścią kompleksu Foro Libertador, który oprócz biblioteki obejmuje także archiwum narodowe (Archivo General de la Nación) i Panteon Narodowy (Panteón Nacional).

## Biblioteka cyfrowa
Bibliotece cyfrowej nadano imię Césara Rengifo (Biblioteca Digital de Venezuela César Rengifo). Została ona uruchomiona w 2015 roku. Jest dostępna pod adresem bibliotecadigital.bnv.gob.ve